# Ranlo
Ranlo város az USA Észak-Karolina államában, Gaston megyében. Lakosainak száma 4511 fő (2020. április 1.).

## Népesség
A település népességének változása:
| Lakosok száma | 2198 | 3434 | 4511 |
|               | 2000 | 2010 | 2020 |